# Claudiustunnel
Der Claudiustunnel (italienisch Cunicoli di Claudio) ist ein Wasserbauwerk, das im Auftrage des römischen Kaisers Claudius zwischen 41 und 52 n. Chr. errichtet wurde, um den Wasserstand des Fuciner Sees zu regulieren. Die Anlage besteht aus einem langen unterirdischen Kanal, sechs Schächten und 32 Brunnen. Mit einer Länge von mehr als 5,6 km war er bis zur Eröffnung des Mont-Cenis-Eisenbahntunnels im Jahre 1871 der längste je gebaute Tunnel.

## Geschichte

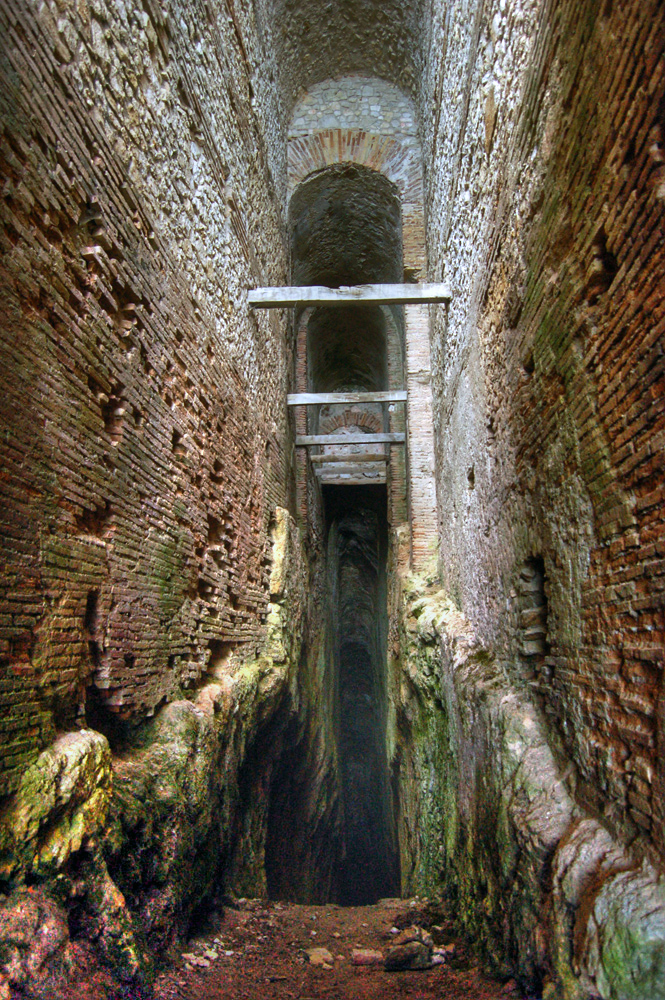
Das Innere des Haupttunnels unter dem Monte Salviano

### Ursprüngliche Pläne
Bereits Julius Caesar plante die Trockenlegung des Sees, um das Gelände nutzbar zu machen. Seine Ermordung verhinderte die Verwirklichung der Pläne.

### Bau und Ausbau
Der Tunnel, an dem bis zu 30.000 Arbeiter über eine Dauer von 11 Jahren gruben, wurde im Lichtschachtverfahren vorgetrieben. Dazu wurden immer wieder Schrägschächte von der Oberfläche her abgeteuft, die durch senkrechte Schächte verbunden wurden. Diese Schächte dienten hauptsächlich der Orientierung, es konnte aber auch Abraummaterial darüber abtransportiert werden. Nach etwa 3,4 km des 5,6 km langen Tunnels stießen die Arbeiter auf eine stark wasserführende Schicht aus Ton und Felsgeröll, die sogar den Einsatz von Schöpfeinrichtungen erforderlich machte. In diesem Bereich kam es bereits während der Bauphase oder kurz danach zu einem 85 m langen Einsturz, der dann mit einem Bypass umgangen wurde. Unter Hadrian wurde der Tunnel repariert und ausgebaut.

### Verfall
Nach dem Fall des Weströmischen Reichs blieben Wartungsarbeiten aus, und der Hauptkanal wurde nach und nach verstopft. Während des Mittelalters – möglicherweise unter Friedrich II. – kam es in der Bypassstrecke erneut zu einem Einsturz, der ausgebessert wurde. Auch diese Bemühungen waren jedoch nicht von Bestand, und der Wasserspiegel des Sees stieg allmählich wieder an.

### Neubauten im 19. Jahrhundert
Im 19. Jahrhundert waren mehrere Orte durch die stetig ansteigenden Wassermassen bedroht. Ab 1854 ließ Alessandro Torlonia einen neuen Kanal unter teilweiser Verwendung der alten Anlagen errichten. Damit gelang die vollständige Trockenlegung des Sees.

### 20. und 21. Jahrhundert
Im Jahre 1902 wurde die Anlage zu einem italienischen Nationaldenkmal erklärt. Die Einrichtung ist von besonderem archäologischem und speläologischem Interesse. Sie ist seit 1977 in einen Park eingebettet, der sie schützen, aber auch die Forschung unterstützen soll. Im Jahre 2017 wurden durch die Handelskammer von L’Aquila, die Gemeinde Avezzano und die lokale Aktionsgruppe (gruppo di azione locale) Terre Aquilane Mittel für die Bewirtschaftung des archäologischen Parks bereitgestellt.

## Bildergalerie

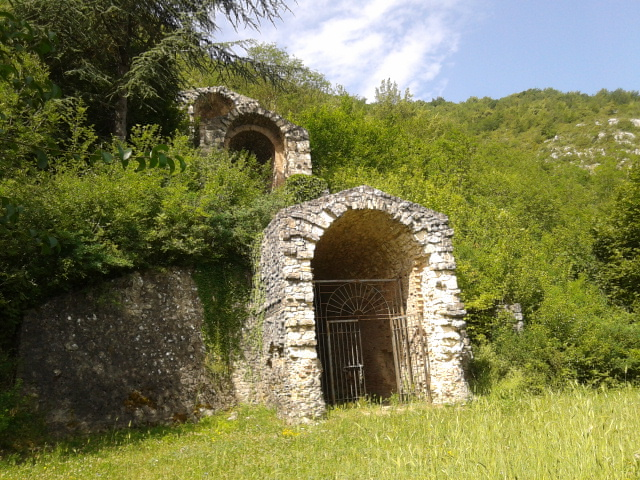
Eingang zum Haupttunnel
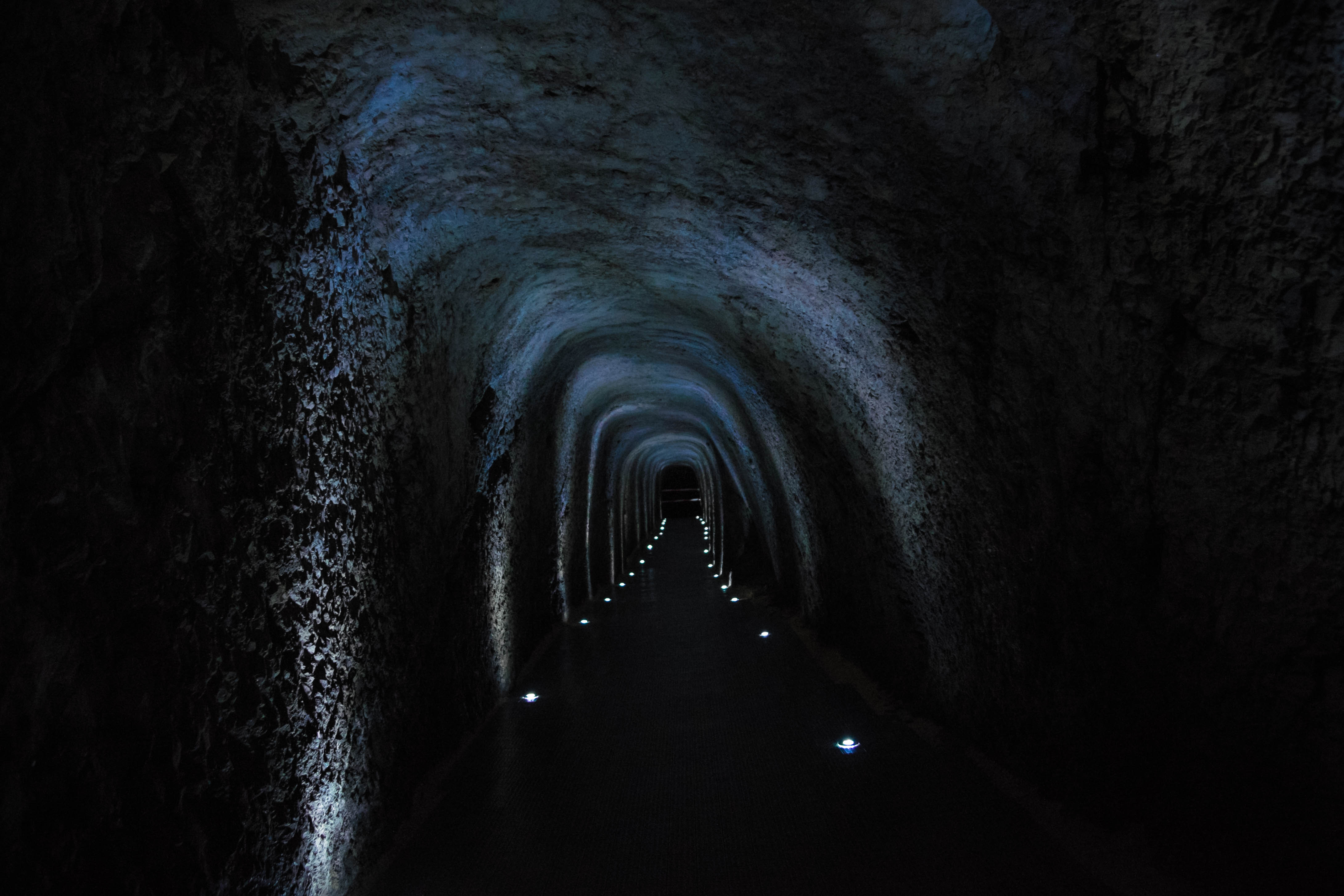
Cunicolo del Ferraro
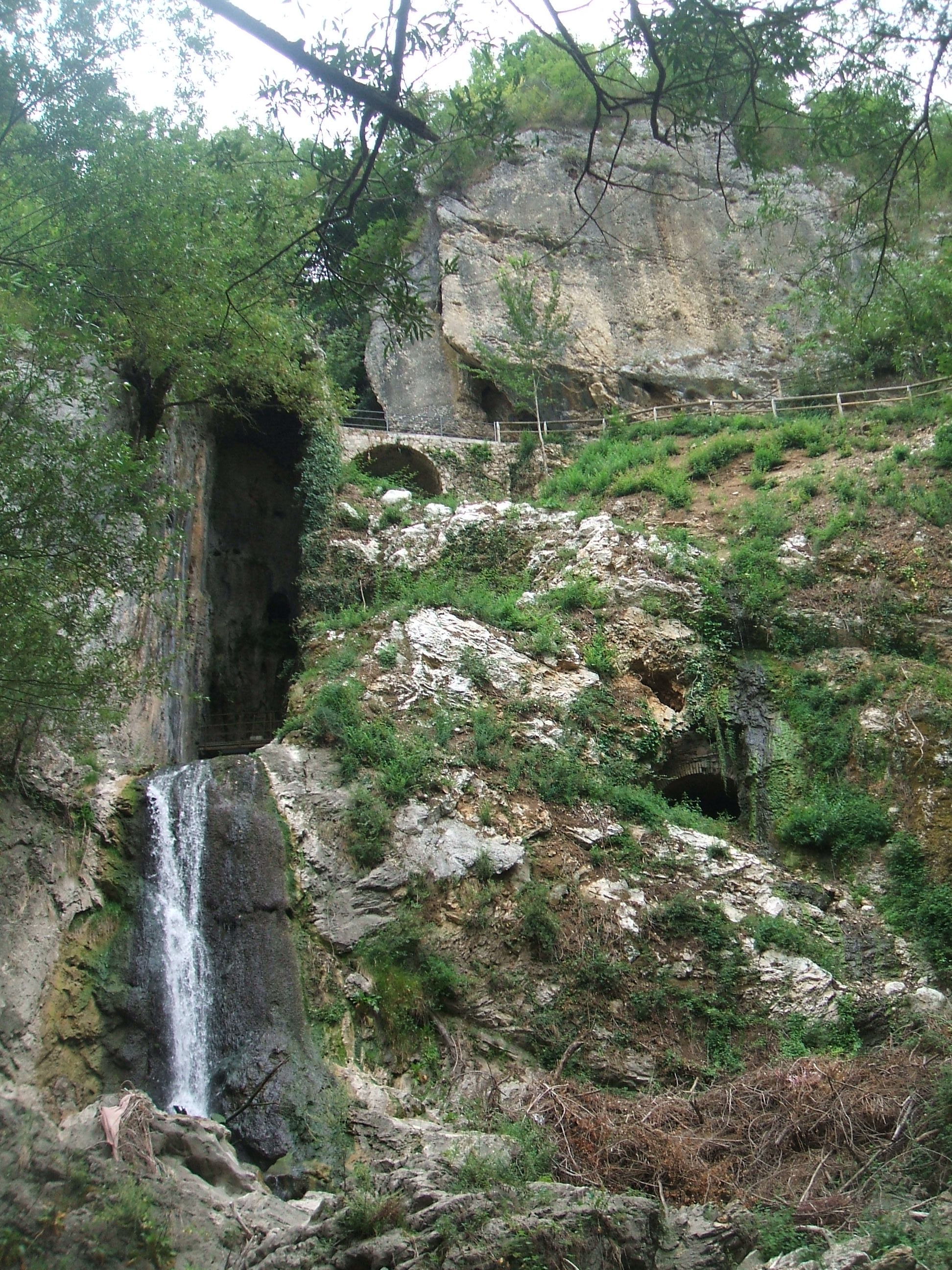
Auslass in Capistrello
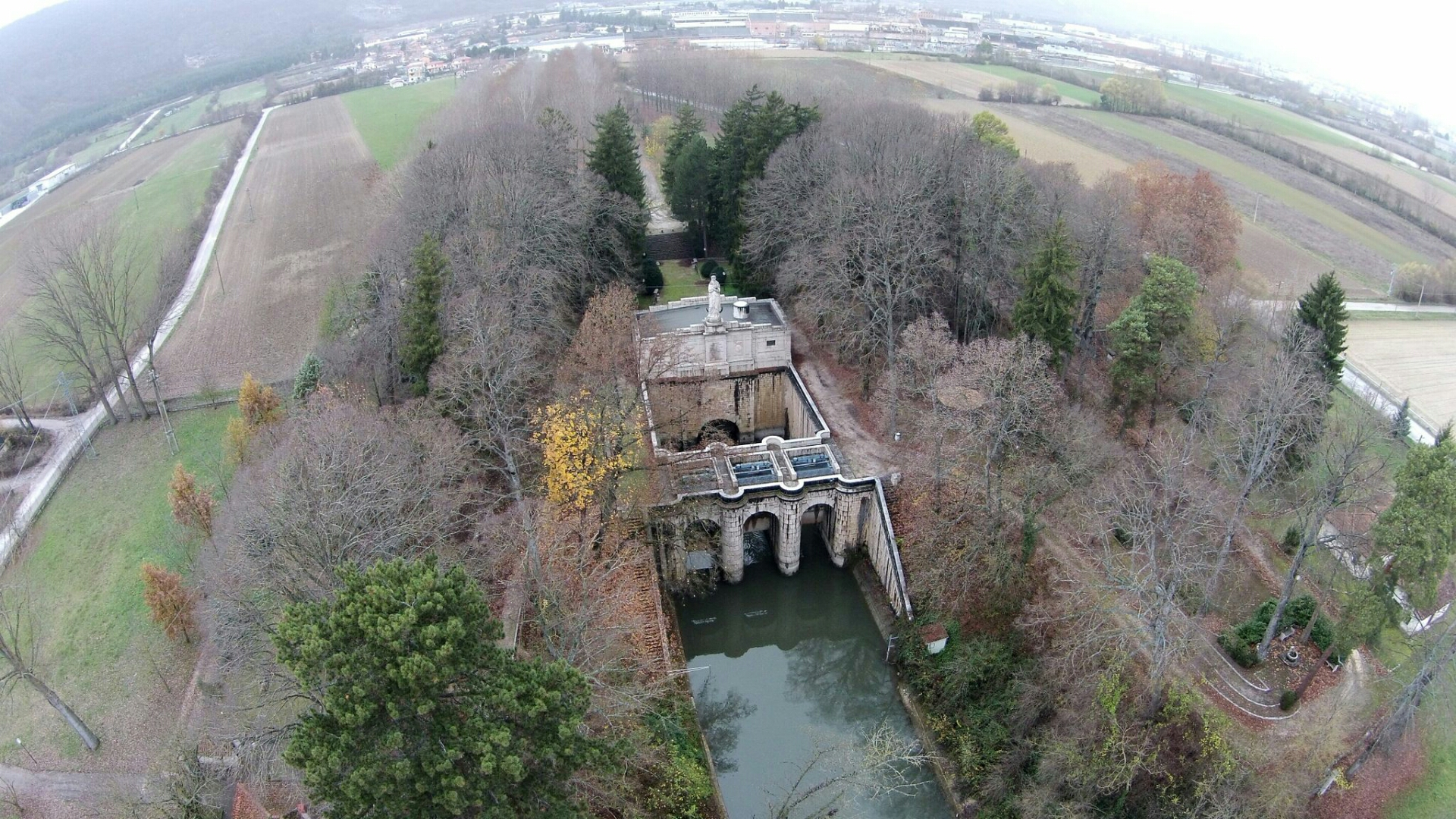
Einlassbauwerk am ehemaligen See
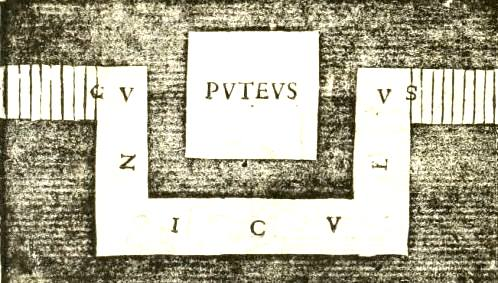
Der Cunicolo del Ferraro und die Quelle Nr. 23 in einer Zeichnung von Raffaele Fabretti aus dem Jahre 1683
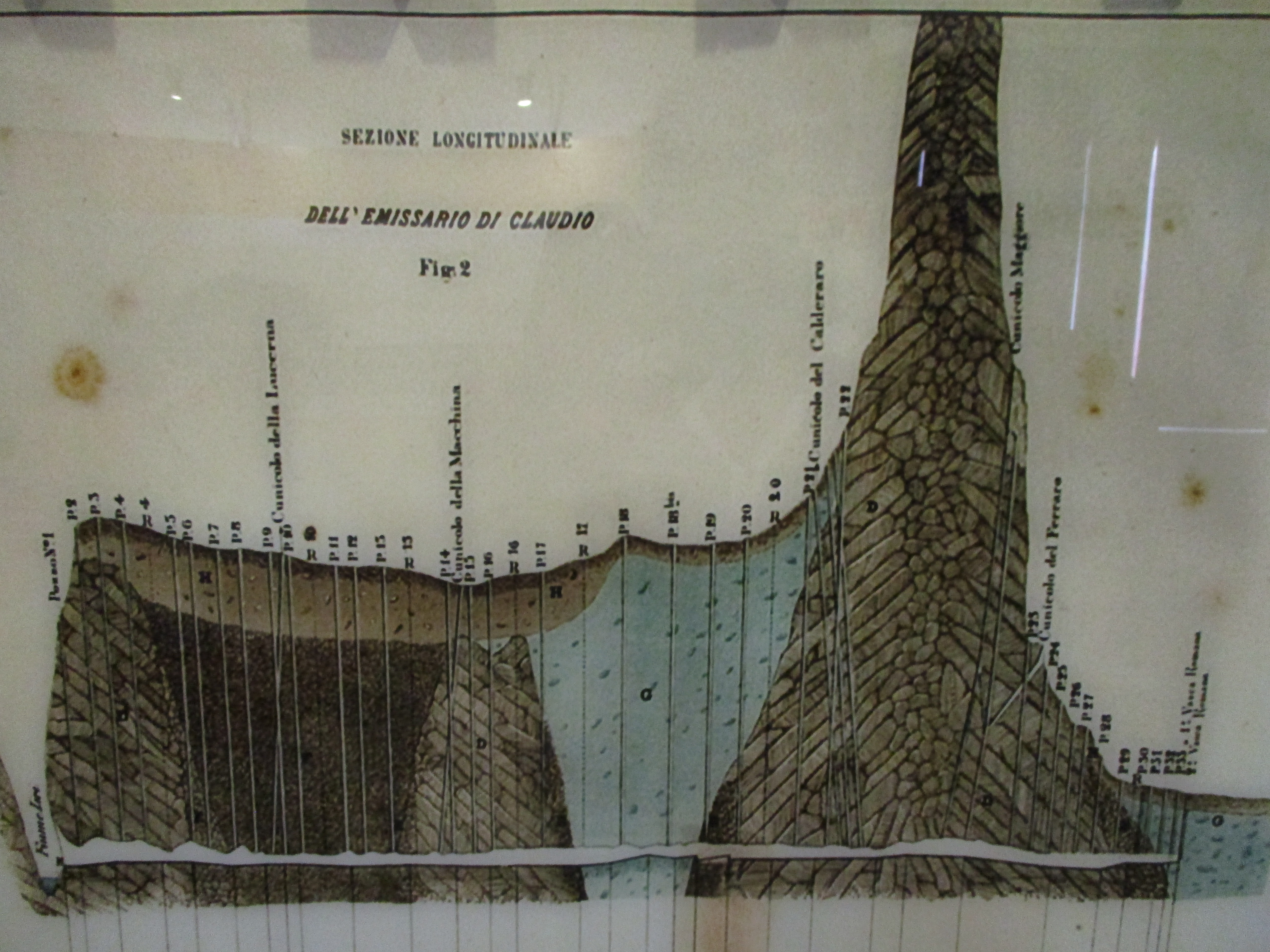
Querschnittszeichnung aus dem Atlas des Alessandro Torlonia von 1876